# Korowai

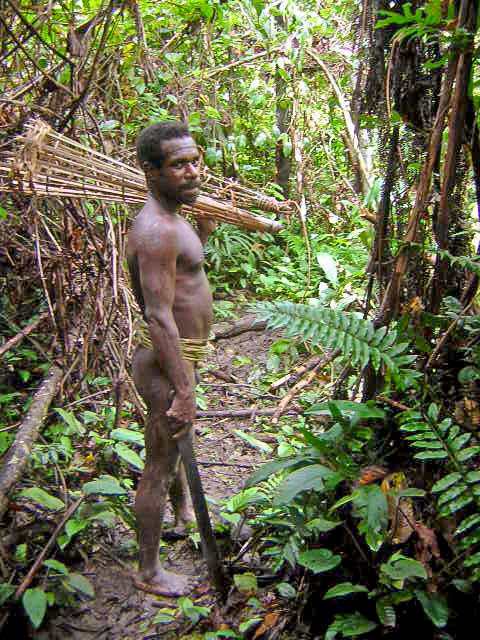
Hombre korowai. En 2010 fueron censadas 2.868 personas korowai.

Los korowai, también conocidos como koluf. Son un pueblo aborigen del sureste de Nueva Guinea Occidental. Son aproximadamente 3.000.
Hasta la década de 1970 no mantenían contacto con ningún otro pueblo que no fuera su propia gente. Consideraban a los pocos extranjeros que veían como laleo (demonios fantasmas). El primer contacto con antropólogos ocurrió el 17 de marzo de 1974. Los korowai hablan una lengua del grupo awyu-dumut, esta lengua se conoce con el nombre de korowai o kolufaup.

## Economía
Son cazadores-recolectores y horticultores itinerantes (que practican la agricultura de subsistencia migratoria). Tienen excelentes habilidades para la caza y la pesca. Comen principalmente cerdos salvajes, ciervos, plátanos y harina de la palma de sagú. Algunas actividades corresponden a un género específico, tales como la preparación del sagú y la realización de ceremonias religiosas en las que solo los hombres adultos están involucrados.
Algunos korowai desde principios de 1990 trabajan para compañías de turismo que venden viajes a la región. Dentro de la industria turística sus oportunidades se limitan a acoger grupos de turistas en los pueblos para fiestas de sagú, mostrar los paisajes y sitios tradicionales y cargar los equipajes.
Durante un corto período (1996 - 1999) la región Korowai fue sometida a la explotación de gaharu (resina de agar), con la consiguiente presión hacia áreas dentro de la región Korowai. En 1997, 1 kg de gaharu recogidos por un papú nativo tenía un precio de alrededor de US $ 4 cuando se vendía en Medio Oriente o Europa por alrededor de $ 1000 por kilo. El comercio de gaharu estaba controlado por empresas de propiedad militar. El mercadeo de gaharu incrementó la prostitución en las selvas de Papúa, lo cual contribuyó a desatar la actual epidemia de SIDA en Papúa.

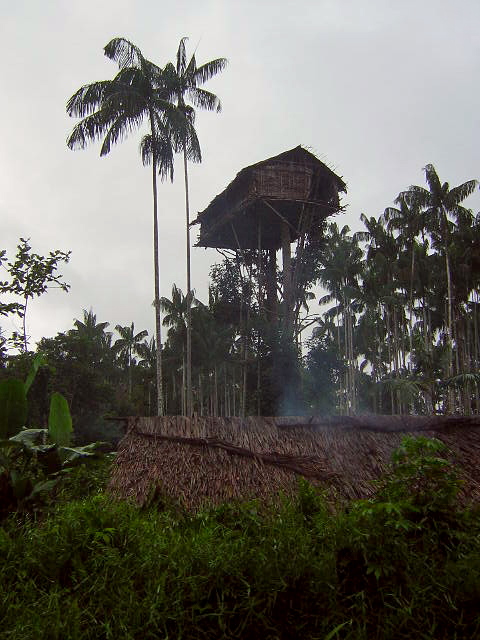
Casa korowai

## Arquitectura
Su arquitectura es característica especial; construyen sus casas en las copas de los árboles en medio de la selva, en las que conviven en grupos formados por 10 o 12 individuos. Estas casas son sostenidas por largas varas fuertes o vigas y su alta ubicación protege a los moradores de las inundaciones, de los mosquitos, del humo de las hogueras de cocina que sale fácilmente y de los ataques de animales depredadores o de enemigos que quieran capturarlos o matarlos. La visión de la propia casa se relaciona con su cosmología.  Los vecinos se ayudan recíprocamente y participan todos en la construcción de la casa de cada familia. Lords of the Garden, documental del Instituto Smithsoniano de 1993, muestra las técnicas de construcción y formas de habitación de la vivienda.
Para construir una casa se selecciona un árbol baniano robusto que sirve de eje. La parte superior del árbol se retira. El entramado del piso de la casa es hecho de ramas, con el apoyo de cuatro a diez varas. La corteza de la palmera de sagú se utiliza para construir las tablas del piso y las paredes. El techo está hecho de hojas y el marco de la casa consta de ramas atadas fijadas con ratán. Un tronco de árbol seco con muescas se cuelga de la parte inferior de la casa árbol, para subir hasta la casa. Esta escalera se sacude con cada paso y advierte a los habitantes que un visitante está en camino hacia arriba. Un matrimonio suele ser una ocasión apropiada para la construcción de un nuevo hogar.

## Sistema de parentesco
El clan patrilineal es la unidad fundamental con respecto a la organización social, económica y política, con el sistema omaha de parentesco. En la sociedad korowai se encuentran las formas de levirato institucional y predominio de relaciones avunculares, así como un tipo de relaciones para evitarse entre afinines. Las estructuras de liderazgo están basadas en las cualidades personales de los hombres.
Debido a que los hombres deben pagar una dote, se casan después de los 20 años de edad, mientras que las mujeres se casan inmediatamente después de su primera menstruación. Un hogar se compone de un hombre korowai, una o más esposas y sus hijos solteros y puede tener hasta 15 personas. Una comunidad puede constar hasta de 5 hogares con sus respectivas casas.
El matrimonio es exogámico y polígamo. Se da preferencia a una relación conyugal con la hija del hermano de la madre del (clasificatoria). 
La guerra entre clanes se producía principalmente debido a acusaciones de brujería, que era castigada con la práctica canibalismo sobre el supuesto culpable.

## Cosmogonía
Creen en un espíritu creador que sin embargo no tiene mayor influencia en la vida cotidiana. Reverencian los espíritus de los antepasados. Al menos una vez en la vida un hombre debe organizar la fiesta de sagú de su clan, mediante la cual se propician la fertilidad y la prosperidad en forma ritual. En la fiesta se consumen las larvas de la palma sagú y se intercambian regalos. Estas larvas que crecen en troncos en putrefacción de palmas especialmente taladas para el efecto, son vistas como portadoras fundamentales de vida. Justo antes de que los invitados se marchan ocurre el clímax del ritual con la eliminación de la barrera alrededor del "polo central y sagrado" situado dentro de un área con forma alargada construida especialmente para la fiesta, mientras un grupo canta para acompañar las danzas de fertilidad realizados por hombres jóvenes.
En tiempos de problemas sacrifican cerdos domesticados a los espíritus de los antepasados. Tienen una extraordinaria y rica tradición oral: mitos, cuentos, refranes y encantos mágicos, así como tradiciones totémicas. 
Creen que al morir sus almas viajan al mundo de abajo a lo largo de la "Calzada Major" y al llegar son recibidos por antepasados. Creen además la existencia de un tipo reencarnación ligada a la reciprocidad: los que murieron pueden ser enviados en cualquier momento a la tierra de los vivos por sus parientes de la tierra de los muertos, para en un bebé recién nacido del propio clan.

## Idioma
Su lengua pertenece a la familia awyu-dumut (sureste de Papúa). Un misionero lingüista neerlandés compiló un diccionario y estudió su gramática.